# Playas de Armazá y El Barco
Las playas de Armazá y El Barco se encuentran en el concejo asturiano de Coaña y muy cerca de la localidad de Cartavio.
Forman parte de la Costa Occidental de Asturias y presentan protección medioambiental por estar catalogadas como ZEPA y LIC.

## Descripción
La playa de Armazá tiene una longitud de unos 420 m en forma de concha o ensenada, una anchura media de unos 25 a 30 m y la desembocadura fluvial del arroyo de Mudes. La playa de El Barco es accesible desde la de Armazá solo en momentos de bajamar. Esta segunda playa tiene una longitud de unos 80 m y una anchura media de 15 a 20 m. También se puede llegar a esta playa por su zona oriental desde la Playa de Cartavio. El entorno es rural con bajo índice de edificación y su peligrosidad es media. Es conveniente usar calzado adecuado durante el baño y para andar por la playa ya que es un pedrero con numerosos cantos rodados y arenas oscuras muy escasas. La pesca submarina, la pesca recreativa y el senderismo son las actividades más recomendables y se tiene la posibilidad de llevar mascotas. No dispone de ningún servicio. El acceso es peatonal inferior a 500 m y de poca o nula dificultad.
Los pueblos más cercanos son Cartavio y San Cristóbal y el núcleo rural más próximo a las playas es Armazá, de la que toma el nombre la playa. Para acceder a ambas playas hay que llegar hasta la localidad de Cartavio y salir de ella atravesando las vías del tren por el único paso elevado existente. Más adelante se llega a una bifurcación de caminos donde hay que tomar el de la izquierda y tras una larga bajada termina en un caserío donde hay que dejar el coche. Después de andar unos 100-150 m por un camino paralelo al arroyo Mudes se llega a la playa.